# یلوه گوآم
یلوه گوآم (نام علمی: Gallirallus owstoni) نام یک گونه از سرده یلوه‌های استرالیا-آرام است.